# Palmstruch
Palmstruch (estniska: Palmstrauch) var en svensk adelsätt, ursprungligen stammande från Holland där den bar namnet Wittmacher. Via Livland inkom den till Sverige med tre bröder, vilka adlades 1651. Ätten utslocknade 1871.

## Kända medlemmar
- Johan Palmstruch (1611–1671)
- Georg Reinhold Palmstruch (1645–1712)
- Georg Reinhold Palmstruch (1686–1757)
- Georg Wilhelm Palmstruch (1723–1782)
- Johan Wilhelm Palmstruch (1770–1811)